# ジョナサン・サーストン
ジョナサン・ディーン・サーストン（Johnathan Dean Thurston AM、1983年4月25日- ）は、オーストラリアの元プロラグビーリーグ選手である。選手としてのキャリアの大半をNRLのノースクイーンズランド・カウボーイズで過ごした。オーストラリア代表、クイーンズランド州ステート・オブ・オリジン代表、インディジナス・オールスターズ。ハーフバックまたはファイブエイスとしてプレーし、著名なゴールキッカーであった。2015年、史上初の4度目のダリー・Mメダリスト（NRLシーズン最優秀選手）となり、同年には史上初の3度目のゴールデンブーツ賞（年間世界最優秀選手）受賞者となった。現役中、サーストンはラグビーリーグ史上最高の選手としばしば見なされていた。
ジョナサン・サーストンは2002年にカンタベリー＝バンクスタウン・ブルドッグズでキャリアを開始し、2004年には優勝チームの一員となった。2005年にノースクイーンズランド・カウボーイズへ移籍し、同年のグランドファイナルでプレーした。また同年にはステート・オブ・オリジンのクイーンズランド州チームでデビューし、翌2006年にはオーストラリア代表でデビューした。2008年はステート・オブ・オリジンのシリーズ最優秀選手としてウォリー・ルイス・メダリストとなった。2008年には、オーストラリアンアボリジニの世紀のチームのハーフバックに名を連ねた。サーストンはクイーンズランド州チームの2006年からのステート・オブ・オリジン8連覇の全24試合に出場した唯一の選手であり、通算では2005年から36試合連続出場を果たした。サーストンは2015年のシリーズ中にステート・オブ・オリジンの最多得点記録を更新した。2015年はグランドファイナルのマン・オブ・ザ・マッチに選出されクライブ・チャーチル・メダルを授与された。

## 栄誉

### 個人
- ダリー・Mメダル - シーズン最優秀選手: 2005, 2007, 2014, 2015
- ダリー・M - 年間最優秀ハーフバック: 2005, 2007, 2009, 2015
- ダリー・M - 年間最優秀ファイブ-エイス: 2012, 2013, 2014
- ダリー・M - 年間最優秀キャプテン: 2015
- RLPA - 年間最優秀選手: 2005, 2013, 2014, 2015
- RLPA - 年間最優秀ハーフバック: 2018
- RLPA - インディジナスリーダーシップス&エクセレンス: 2018
- RLIF - 世界最優秀バックス: 2017
- RLIF - 年間最優秀ハーフバック: 2009, 2011, 2015
- ラグビーリーグワールド・ゴールデンブーツ賞: 2011, 2013, 2015
- ラグビーリーグウィーク - 年間最優秀選手: 2007

### チーム
| NRLグランドファイナル | NRLグランドファイナル        | NRLグランドファイナル | NRLグランドファイナル  | NRLグランドファイナル | NRLグランドファイナル |
| 年                    | チーム                       | 対戦相手              | 会場                   | スコア                | 結果                  |
| --------------------- | ---------------------------- | --------------------- | ---------------------- | --------------------- | --------------------- |
| 2004                  | カンタベリー＝バンクスタウン | シドニー              | テルストラ・スタジアム | 16 – 13               | 優勝                  |
| 2005                  | ノースクイーンズランド       | ウェスツ・タイガーズ  | テルストラ・スタジアム | 16 – 30               | 準優勝                |
| 2015                  | ノースクイーンズランド       | ブリスベン            | ANZスタジアム          | 17 – 16               | 優勝                  |

| ワールドクラブチャレンジ | ワールドクラブチャレンジ | ワールドクラブチャレンジ | ワールドクラブチャレンジ   | ワールドクラブチャレンジ | ワールドクラブチャレンジ |
| 年                       | チーム                   | 対戦相手                 | 会場                       | スコア                   | 結果                     |
| ------------------------ | ------------------------ | ------------------------ | -------------------------- | ------------------------ | ------------------------ |
| 2016                     | ノースクイーンズランド   | リーズ                   | ヘディングリー・スタジアム | 38-4                     | 優勝                     |

| ラグビーリーグ・ワールドカップ決勝 | ラグビーリーグ・ワールドカップ決勝 | ラグビーリーグ・ワールドカップ決勝 | ラグビーリーグ・ワールドカップ決勝 | ラグビーリーグ・ワールドカップ決勝 | ラグビーリーグ・ワールドカップ決勝 |
| 年                                 | チーム                             | 対戦相手                           | 会場                               | スコア                             | 結果                               |
| ---------------------------------- | ---------------------------------- | ---------------------------------- | ---------------------------------- | ---------------------------------- | ---------------------------------- |
| 2008                               | オーストラリア                     | ニュージーランド                   | サンコープ・スタジアム             | 20 – 34                            | 準優勝                             |
| 2013                               | オーストラリア                     | ニュージーランド                   | オールド・トラッフォード           | 34 – 2                             | 優勝                               |

### 記録
- ダリー・Mメダル最多受賞: 4回（2005, 2007, 2014, 2015）
- ゴールデンブーツ賞最多受賞: 3回（2011, 2013, 2015）
- RLPAプレイヤーズ・プレイヤーメダル最多受賞: 4回（2005, 2013, 2014, 2015）
- オーストラリア代表最多通算得点: 334（2006–2017）
- オーストラリア代表最多通算ゴール: 143（2006–2017）
- ステート・オブ・オリジン連続出場: 36（2005–2017）
- ステート・オブ・オリジン最多通算得点: 224（2005–2017）
- ステート・オブ・オリジン最多通算ゴール: 101（2005–2017）